# Selva Mayo
Selva Mayo es una actriz, modelo, coreógrafa, conductora de televisión y exvedette argentina.

## Biografía
La actriz actuó en películas como: Hay que romper la rutina (1974) con Alberto Olmedo y Jorge Porcel, La guerra de los sostenes (1976) y Las muñecas que hacen ¡pum! (1979), ambas de Gerardo Sofovich, y en la coproducción internacional de Aries Cinematográfica Argentina con Roger Corman Play Murder for Me (1990), dirigida por Héctor Olivera.
En Argentina trabajó en programas de televisión como en los especiales de Narciso Ibáñez Menta El Monstruo no ha muerto, Drácula, El robot (de 1970).
Actuó en La Tuerca, Alta Comedia, y Teatro como en el teatro, entre otras obras.
Acompañó a Alberto Olmedo en No toca botón, a Osvaldo Pacheco en Viernes De Pacheco, a Darío Vittori en Las comedias de Darío Vittori y a Luis Landriscina en El país de Landriscina y Landriscina en Casa. También fue la compañera inseparable del cómico Juan Verdaguer en sus giras teatrales y apariciones en televisión.
Sus coreografías fueron muy aplaudidas en Sábados de la bondad. Luego coprotagonizó el programa "Humor cinco estrellas" junto a Mario Sánchez y Javier Portales en ATC.
Fue portada de la reconocida revista Playboy con siete páginas en su interior. Ese año fue la revista más vendida. También hizo varias portadas para la revista "Libre".
Trabajó con Moria Casán en el programa de canal 11 "Moria Marca Registrada".
En España participó en Farmacia de guardia con Carlos Larrañaga y Concha Cuetos; Carmen y familia con Carmen Machi; en la miniserie de Televisión Española Tango con Luis Brandoni y Sancho Gracia; Hermanos de leche en Antena3 con José Coronado y Juan Echanove, y Tiempo al tiempo con Padreo Ruíz.

## Vida privada
Se casó por el rito umbanda con el cantante argentino Cacho Castaña. La relación duró un año y medio, en la década del ochenta.

## Filmografía
- 1971: La valija
- 1974: Hay que romper la rutina
- 1976: La guerra de los sostenes
- 1979: Las muñecas que hacen ¡pum!
- 1980: La noche viene movida
- 1988: Paraíso Relax (Casa de masajes)
- 1990: Play Murder For Me